# 4648 Tirion
4648 Tirion este un asteroid din centura principală, descoperit pe 18 octombrie 1931 de Karl Reinmuth.